# Фрес Кабарде
Фрес Кабарде (фр. Fraisse-Cabardès) насеље је и општина у јужној Француској у региону Лангдок-Русијон, у департману Од која припада префектури Каркасон.
По подацима из 2011. године у општини је живело 111 становника, а густина насељености је износила 15,57 становника/km². Општина се простире на површини од 7,13 km². Налази се на средњој надморској висини од 300 метара (максималној 470 m, а минималној 237 m).

## Демографија
| 1962. | 1968. | 1975. | 1982. | 1990. | 1999. | 2011. |
| ----- | ----- | ----- | ----- | ----- | ----- | ----- |
| 104   | 119   | 68    | 81    | 97    | 109   | 111   |

График промене броја становника у току последњих година